# Die Lore-Ley

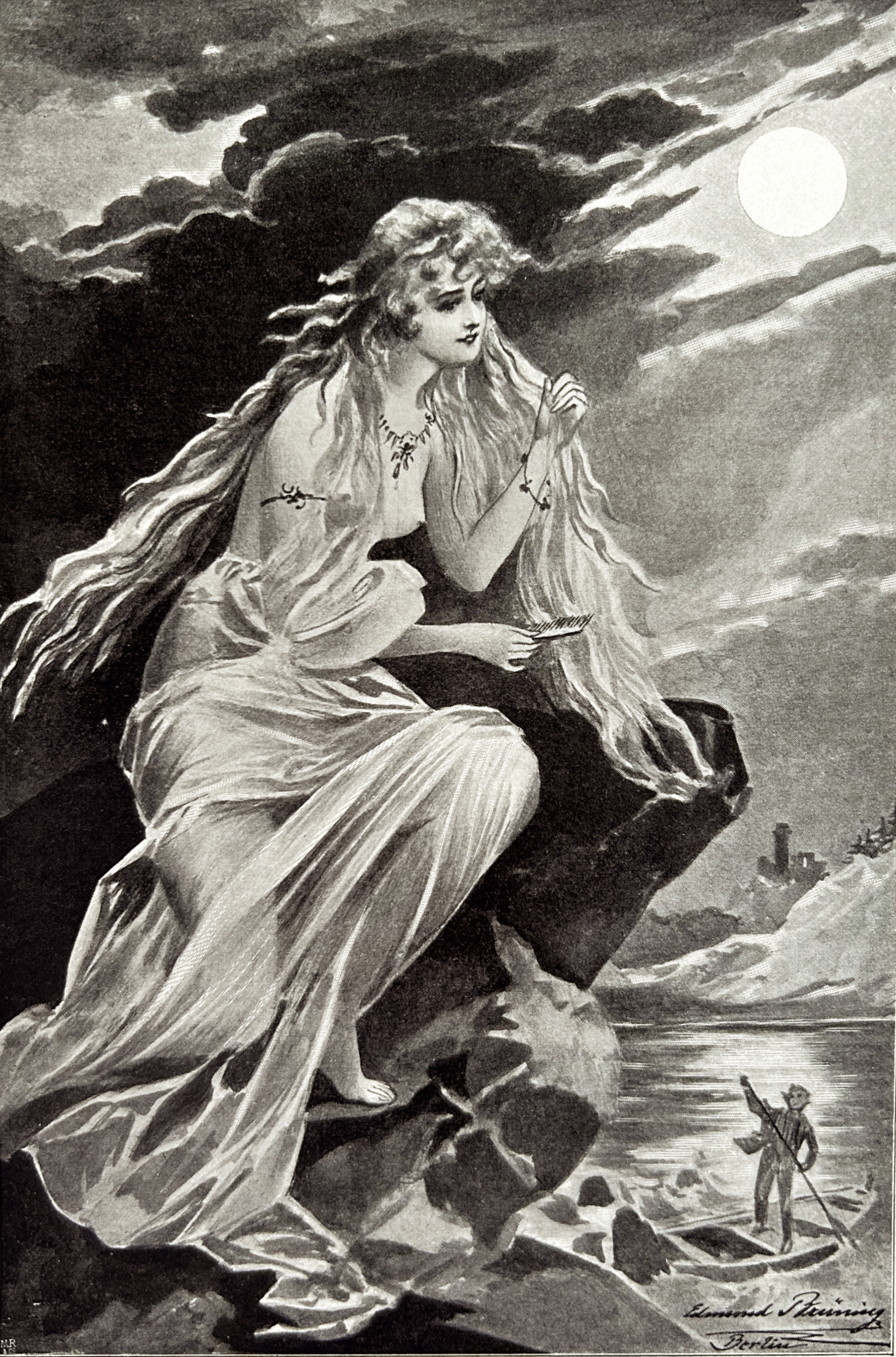
Darstellung der Lore-Ley von Edmund Brüning in Heines «Buch der Lieder»

Die Lore-Ley bzw. Lied von der Loreley ist ein Gedicht von Heinrich Heine aus dem Jahre 1824, das in einer Liedfassung Friedrich Silchers (1837) anhaltende Verbreitung fand. Es handelt von einer „schönen Jungfrau“, die auf dem gleichnamigen Felsen Loreley oberhalb des Rheins sitzt. Heine bezog sich auf eine 1801 von Clemens Brentano verfasste Kunstsage (Lore Lay). Gedicht bzw. Lied gelten als Ausdruck der Rheinromantik.

## Text
Ich weiß nicht, was soll es bedeuten,

Daß ich so traurig bin;

Ein Mährchen aus alten Zeiten,

Das kommt mir nicht aus dem Sinn.

Die Luft ist kühl und es dunkelt,

Und ruhig fließt der Rhein;

Der Gipfel des Berges funkelt

Im Abendsonnenschein.

Die schönste Jungfrau sitzet

Dort oben wunderbar[;]

Ihr gold’nes Geschmeide blitzet,

Sie kämmt ihr gold’nes Haar.

Sie kämmt es mit gold’nem Kamme,

Und singt ein Lied dabei;

Das hat eine wundersame,

Gewaltige Melodei.

Den Schiffer im kleinen Schiffe

Ergreift es mit wildem Weh;

Er schaut nicht die Felsenriffe,

Er schaut nur hinauf in die Höh’.

Ich glaube, die Wellen verschlingen

Am Ende Schiffer und Kahn;

Und das hat mit ihrem Singen

Die Lore-Ley gethan.
(Buch der Lieder, 1827)

## Deutungen
Mit Blick auf das zentrale Thema der verschmähten und sogar verurteilten Liebe wollen manche in diesem Gedicht eine autobiographische Komponente erkennen (Amalien-Erlebnis); das Kämmen mit dem goldenen Kamm wird teilweise als narzisstische Geste gedeutet, vor allem aber als Rückgriff auf die Schlüsselszene des Märchens Die Gänsemagd aus den Kinder- und Hausmärchen der Brüder Grimm (KHM 89) und eine Schlüsselstelle in Heines Deutschland ein Wintermärchen (Caput 14).  Andere sehen in dem Gedicht eine Auseinandersetzung Heines mit der Romantik bzw. der romantischen Poesie, die in der Lore-Ley-Gestalt verkörpert sei. Er benutze Motive und Darstellungsmittel der Romantik und des Volkslieds, um diese (durch Akkumulation und durch Übertreibung, auch durch übersteigertes Pathos) zu ironisieren und sich auf diese Weise zu distanzieren. Die Verbindung von Eitelkeit, Verführbarkeit und Vergänglichkeit weist auf die Wiederbelebung der Vanitas-Motive in der Romantik hin.

## Vertonungen

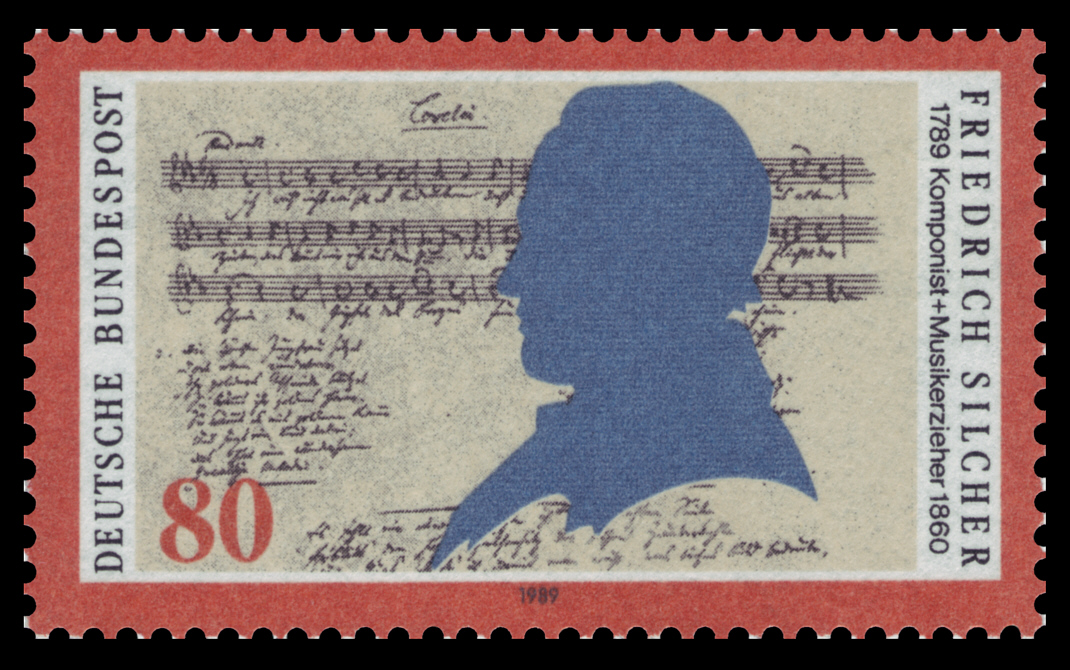
Briefmarke der Deutschen Bundespost, 1989

Im 19. Jahrhundert entstanden über vierzig Liedfassungen des Textes von Heine. Die bei weitem populärste war die von Friedrich Silcher (1837).
Im Jahr 1841 und in überarbeiteter Fassung 1856 wurde das Gedicht von Franz Liszt unter dem Titel Die Loreley (Searle 273) als Lied für Klavier und Singstimme vertont. Liszt hat zusätzliche Arrangements für Klavier solo im Jahr 1861 (Searle 532) sowie Singstimme und Orchester im Jahr 1860 (Searle 369) erstellt. Es ist mit seiner Tonmalerei und seiner differenzierten szenischen Stimmungsschilderung nicht mit Silchers schlichter Volksweise vergleichbar. Clara Schumann vertonte den Text im Jahr 1843 als Lied für Klavier und Singstimme. Felix Mendelssohn Bartholdy plante eine Oper über das Sujet (Op. 98, unvollendet). Der Berliner Komponist Paul Lincke brachte im Jahr 1900 eine Operette unter dem Titel Fräulein Loreley heraus.
Bemerkenswert ist auch die Vertonung von Josef Netzer für die ungewöhnliche Besetzung Tenor, Bass, Klarinette (oder Horn) und Klavier. Diese Komposition wird zu den bedeutendsten Werken des Tirolers gezählt.
Im 20. Jahrhundert zitierte die Band Haindling das Gedicht im Lied Walzer aus dem Album Spinn I von 1985.
Eine weitere Interpretation findet sich bei Achim Reichel auf dem Album Wilder Wassermann aus 2002.

## Rezeption
Heines Lore-Ley wurde lange Zeit, vor allem im 19. Jahrhundert, als sentimentales Volkslied rezipiert. Von Walter A. Berendsohn stammt die Behauptung, dass das Lied so populär war, dass es selbst die Nationalsozialisten im Dritten Reich nicht gewagt hätten, es aus den Lyrik-Anthologien zu entfernen, obwohl Heinrich Heine als Jude zu den Dichtern gehörte, deren Werke verboten und verbrannt wurden. Seine Urheberschaft sei jedoch unterschlagen und stattdessen meistens „von einem unbekannten deutschen Dichter“ oder ähnliches angegeben worden. Diese Aussage wurde vielfach wiederholt, unter anderem auch von Herbert Eulenberg 1947 im Vorwort einer dreibändigen Werkauswahl Heines. Umfangreiche Analysen von Schulbüchern und Gedichtanthologien der Nazizeit haben aber keinen Beleg für diese Aussage erbracht. Eine entsprechende Untersuchung von Liedsammlungen steht bisher noch aus.